# Cercle des étudiants wallons de l'ULB
 (janvier 2017).
Si vous disposez d'ouvrages ou d'articles de référence ou si vous connaissez des sites web de qualité traitant du thème abordé ici, merci de compléter l'article en donnant les références utiles à sa vérifiabilité et en les liant à la section « Notes et références ».
Le Cercle des étudiants wallons de l'ULB est un cercle étudiant de l'Université libre de Bruxelles fondé en 1894.

## Historique
Dans les années 1897-1898, il proteste contre la loi Coremans-De Vriendt. Le Cercle semble alors disparaître. Il renaît en 1907 et s'en prend aux vœux émis par les étudiants de l'Université de Gand de voir leur université flamandisée. Au sein du Cercle, Richard Dupierreux crée un Cercle d'études régionalistes. La guerre le plonge à nouveau dans l'inactivité. Il inaugure son drapeau en présence des autorités de l'ULB et des autorités communales de Bruxelles et défile de la Grand-Place à la Colonne du Congrès, ensuite vers Laeken au monument du Poilu inconnu, où le député de Soignies, René Branquart prend la parole. Le Cercle renaît en 1933 sous l'impulsion de Luc Javaux.
À l'époque, l'opinion estudiantine est fortement sensibilisée à la cause de l'Espagne républicaine et le Cercle s'engage avec les autres étudiants dans cette direction. Il adhère à la Concentration wallonne et participe à partir de 1937 aux pèlerinages à Waterloo. Le Cercle organise des conférences où sont invités notamment François Bovesse, l'abbé Jules Mahieu, Fernand Dehousse. À partir de 1939 les étudiants wallons de l'ULB manifestent contre la politique de neutralité, distribuant des tracts à la population, chantant la Marseillaise dans les rues. Il se lance alors aussi dans la participation à des associations françaises d'entr'aide, la guerre ayant été déclarée par la France à l'Allemagne. Les étudiants les plus actifs sont René Drèze et Valère Passelecq. Le Cercle s'engage alors dans la Résistance et le Groupe Hotton. Plusieurs membres le payent de leur vie comme Valère Passelecq ou Robert Thonon, sans compter Luc Javaux.
À la Libération le Cercle connaît un regain d'activité, fonde un organe 'La Sentinelle, polémique avec les étudiants flamands de Geen Taal, geen Vrijheid qu'ils invitent d'ailleurs à s'exprimer dans leurs colonnes et cela face à la question linguistique du dédoublement des cours. Le Cercle connaît à nouveau une période de léthargie puis un nouveau regain d'activité avec la Question royale et l'arrivée de Jacques Hoyaux. Le Cercle fera alors partie du Comité permanent du Congrès national wallon et se rallie au fédéralisme. Il entre alors en conflit avec la Fédération des cercles régionaux de l'ULB qui sera promise à un bel avenir tandis que le Cercle vit ses derniers moments d'existence. Encyclopédie du Mouvement wallon, Tome I; pp. 239–240.